# Windows Media Video
Windows Media Video (WMV) és un nom genèric que es dona al conjunt d'algorismes de compressió situats en el set propietari de tecnologies de vídeo desenvolupades per Microsoft, que forma part de l'entorn de treball Windows Media.
WMV no es construeix només amb tecnologia interna de Microsoft. Des de la versió 7 (WMV1), Microsoft ha utilitzat la seua pròpia versió no estandarditzada de MPEG-4. El vídeo sovint es combina amb so en format Windows Media Àudio. El format WMV és reproduït per una àmplia gamma de reproductors, com BS.Player, MPlayer o Windows Media Player, l'últim només disponible en plataformes Windows i McIntosh (sense compatibilitat completa). En el cas de reproductors aliens a Microsoft, com per exemple el citat MPlayer, és freqüent utilitzar una implementació alternativa dels formats, com per exemple la de FFmpeg.
El vídeo WMV s'empaqueta normalment en algun contenidor multimèdia, com poden ser AVI o ASF. Els fitxers resultants reben l'extensió .avi si el contenidor és d'aquest tipus, .wmv si és un fitxer de només vídeo (.wma seria l'equivalent per a so) o .asf si es tracta d'un contenidor ASF, amb contingut d'àudio i vídeo. El format WMV inclou certes característiques relatives a la utilització de Gestió de Drets Digitals (DRM). No obstant això, aquestes característiques poden eliminar-se amb utilitats com Sidda, DRMCreep, drmdbg o drm2wmv.
La versió 9 del format utilitzat per Microsoft va ser remesa a la Society Motion Picture and Televisió Engineers (SMPTE) per a la seua aprovació com a estàndard, sota el nom en clau VC-1. Aquest còdec és també utilitzat en la distribució de vídeo d'alta definició sobre DVD estàndard en un format que Microsoft ha denominat WMV HD, el qual pot ser reproduït tant en ordinadorés com en reproductors de sobretaula. Una primera versió de l'estàndard va ser publicada per la SMPTE al setembre del 2005, incloent-se informació per a la implementació d'un decodificador i seqüències de prova.